# Biodiversidade agrícola

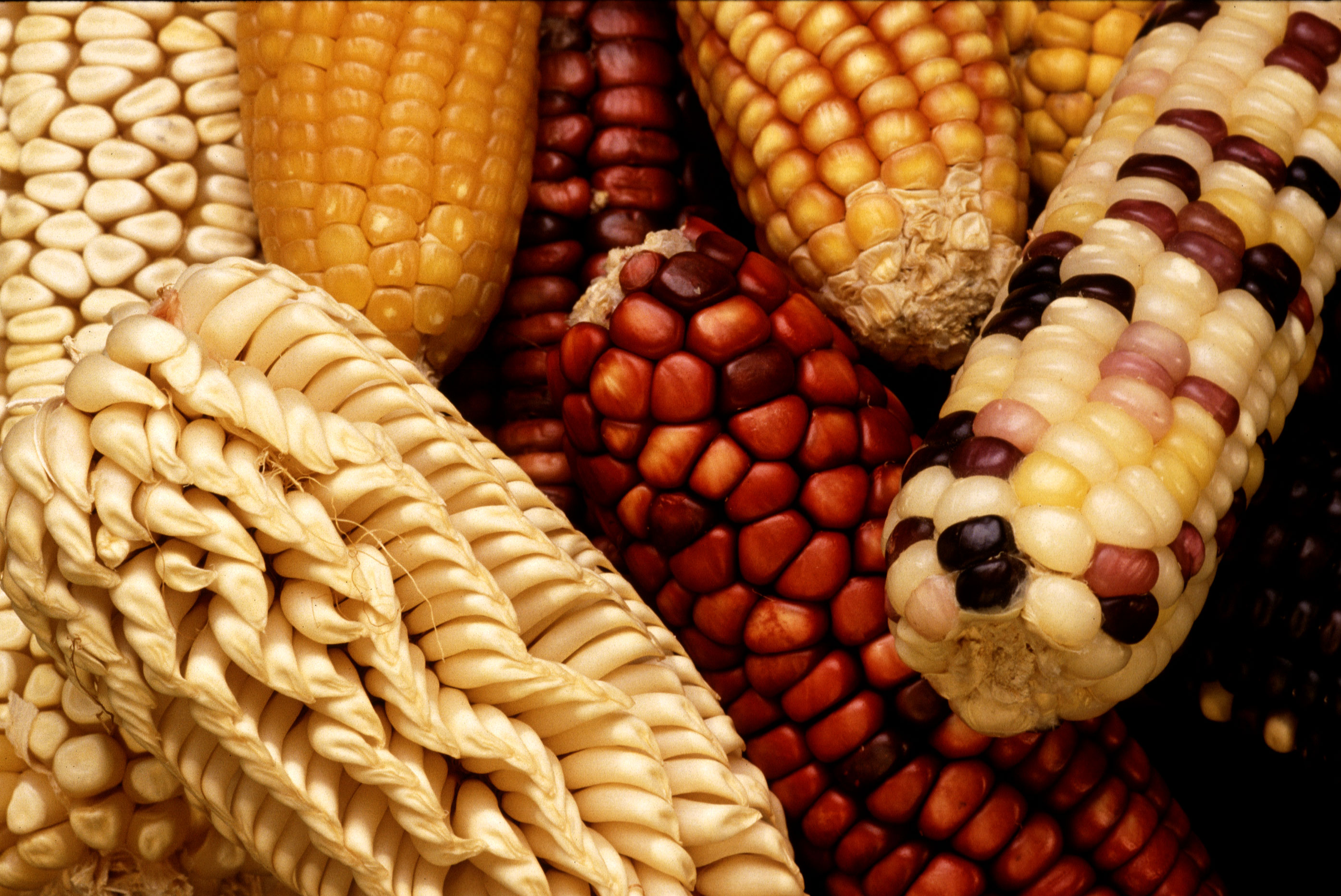
Cepas incomuns de milho são exemplos de diversidade de culturas e podem ser usadas como base para o cultivo de novas variedades.

A biodiversidade agrícola é um subconjunto da biodiversidade em geral. Também conhecida como agrobiodiversidade, a biodiversidade agrícola é um termo amplo que inclui "a variedade e variabilidade de animais, plantas e microrganismos nos níveis genético, de espécies e de níveis ecossistêmicos que sustentam as estruturas, funções e processos do ecossistema dentro e ao redor dos sistemas produtivos, e que fornecem produtos agrícolas alimentares e não-alimentares.”  Administrada por fazendeiros, pastores, pescadores e moradores da floresta, a agrobiodiversidade oferece estabilidade, adaptabilidade e resiliência e constitui um elemento-chave das estratégias de subsistência das comunidades rurais em todo o mundo. A agrobiodiversidade é fundamental para sistemas alimentares sustentávies e dietas adequadas. O uso da biodiversidade agrícola pode contribuir para a segurança alimentar, nutricional e de subsistência e é fundamental para a adaptação e mitigação das mudanças climáticas .   